# Чемпіонат Європи з художньої гімнастики 1998
Чемпіонат Європи з художньої гімнастики 1998 пройшов з 28 по 31 травня в місті Порту, Португалія.

## Медалісти
| Дисципліна         | Золото                                | Срібло                                         | Бронза                              |
| Команда            | Команда                               | Команда                                        | Команда                             |
| ------------------ | ------------------------------------- | ---------------------------------------------- | ----------------------------------- |
| Командна першість  | Білорусь Євгенія Павліна Юлія Раскіна | Україна Олена Вітриченко Катерина Серебрянська | Росія Яніна Батиршина Аліна Кабаєва |
| Особиста першість  |                                       |                                                |                                     |
| Абсолютна першість | Аліна Кабаєва (RUS)                   | Євгенія Павліна (BLR)                          | Яніна Батиршина (RUS)               |
| Вправа з обручем   | Катерина Серебрянська (UKR)           | Яніна Батиршина (RUS)                          | Єва Серрано (FRA)                   |
| Вправа з булавами  | Олена Вітриченко (UKR)                | Єва Серрано (FRA)                              | Юлія Раскіна (BLR)                  |
| Вправа з скакалкою | Яніна Батиршина (RUS)                 | Катерина Серебрянська (UKR)                    | Олена Вітриченко (UKR)              |
| Вправа з стрічкою  | Євгенія Павліна (BLR)                 | Яніна Батиршина (RUS)                          | Катерина Серебрянська (UKR)         |

## Медальний залік
| Місце              | Країна             | Золото | Срібло | Бронза | Загалом |
| ------------------ | ------------------ | ------ | ------ | ------ | ------- |
| 1                  | Росія (RUS)        | 2      | 2      | 2      | 6       |
| 1                  | Україна (UKR)      | 2      | 2      | 2      | 6       |
| 3                  | Білорусь (BLR)     | 2      | 1      | 1      | 4       |
| 4                  | Франція (FRA)      | 0      | 1      | 1      | 2       |
| Загалом (4 збірні) | Загалом (4 збірні) | 6      | 6      | 6      | 18      |